# Luigi Rognoni
Luigi Rognoni (Milan, 27 août 1913 – Milan, 25 juin 1986) est un musicologue et critique musical italien.

## Biographie
Luigi Rognoni est un musicologue de grande renommée et considéré comme l'un des meilleurs experts italiens de la musique dodécaphonique. Après guerre, il organise les première radiodiffusions d'œuvres de Mahler, Schönberg, Berg et Webern. Il a également été directeur de théâtre, éditeur, écrivain, chef d'orchestre et spécialiste de l'esthétique de la musique. Dans la période d'après-guerre, il a activement suivi l'avant-garde de la musique à vienne.
Il est diplômé de la faculté de philosophie de l'Université de Milan, où il est l'élève d'Antonio Banfi et étudie avec Alfredo Casella. Il se consacre d'abord à l'industrie du cinéma, fondée en 1935, la Cineteca italiana a contribué à la création du centre de musique phonologique à Milan. 
Il a été l'éditeur d'œuvres d'Arnold Schönberg, Emmanuel Chabrier, Jules Massenet et Hugo Wolf.
Il est titulaire de la chaire d'histoire de la musique à l'université de Palerme de 1957 à 1970 et au même poste de 1971 à 1983 au DAMS de Bologne,.
Spécialiste d'Adorno et de Husserl, il rassemble ses essais dans Phénoménologie de la musique radicale (1966).

## Œuvres
- L'oca del Cairo: un'opera incompiuta di Mozart, Milan 1937, F.lli Bocca,
- Ritratto di Louis Cortese, Milan 1941, Corrente
- Espressionismo e dodecafonia, Milan 1954 (2e éd. augmentée en 1966 sous le titre de La Scuola musicale di Vienna), Einaudi
- Rossini, Parme 1956, Guanda
- Fenomenologia della musica radicale, Milan, 1966 (puis 1974), Garzanti